# Долгая (Курганская область)
Долгая — деревня в Юргамышском районе Курганской области. Входит в состав Скоблинского сельсовета.
Находится на берегу озера Глубокое. 

## История
До 1917 года в составе Таловской волости Челябинского уезда Оренбургской губернии. По данным на 1926 год состояла из 65 хозяйств. В административном отношении входила в состав Таловского сельсовета Юргамышского района Курганского округа Уральской области.

## Население
| 1989 | 2002 | 2010 |
| ---- | ---- | ---- |
| 41   | ↘20  | ↘13  |

По данным переписи 1926 года в деревне проживало 332 человека (151 мужчина и 181 женщина), в том числе: русские составляли 100 % населения.